# Hastatis denticollis
Hastatis denticollis är en skalbaggsart som beskrevs av Jean Baptiste Lucien Buquet 1857. Hastatis denticollis ingår i släktet Hastatis och familjen långhorningar. Inga underarter finns listade i Catalogue of Life.